# Korneï Tchoukovski
Korneï Ivanovitch Tchoukovski (en russe : Корне́й Ива́нович Чуко́вский), né Nikolaï Vassilievitch Korneïtchoukov (Никола́й Васи́льевич Корнейчуко́в) le 19 mars 1882 (31 mars dans le calendrier grégorien) à Saint-Pétersbourg et mort le 28 octobre 1969 à Moscou, est un journaliste, poète, critique littéraire, traducteur et professeur de littérature russe, plutôt célèbre comme auteur de poèmes pour enfants, et père du fameux Docteur Aïbolit. Il a reçu le prix Lénine en 1962 pour ses études critiques sur Nikolaï Nekrassov.

## Biographie
Issu d'une famille pauvre, Korneï Tchoukovski débute comme journaliste à Odessa, ensuite comme correspondant du Odesskie novosti (Les Nouvelles d'Odessa) à Londres de 1903 à 1905, puis rédacteur du journal satirique Signal et critique littéraire. Sur le conseil de Maxime Gorki, il se lance dans l'écriture pour enfants en 1916 et publie son premier livre pour enfants en 1921. 
En 1923, il publie pour la première fois son Docteur Aïbolit, un poème inspiré du livre de Hugh Lofting Histoire du docteur Dolittle (1920), mettant en scène le personnage de médecin qui sait parler aux animaux. L’œuvre connait plusieurs modifications jusqu'à sa version définitive de 1954, qui se présente en deux parties.
La littérature pour enfants n'échappe pas aux débats idéologiques de l'époque. Le 1er février 1926, le poème Crocodile essuya les foudres de la Pravda : la veuve de Lénine, Nadejda Kroupskaia fustigeait l'écrivain et son célèbre poème en des termes brutaux : « Au lieu d'un récit sur la vie des crocodiles, [les enfants] entendront un galimatias incroyable sur le sujet ». Tchoukovski fut accusé de « représenter le peuple de façon extrêmement haineuse » et de faire la propagande de « la voie bourgeoise ».
Les aventures du docteur Aïbolit (le docteur Aïejémal) et de ses bêtes sauvages sont encore largement diffusées en Russie, sous forme de livres ou de dessins animés. Elles constituent le substrat culturel des Soviétiques.
La maison de Tchoukovski, à Peredelkino, voisine de celles de Boris Pasternak et de Boulat Okoudjava (mises sous la protection du ministère de la Culture), se visite. C'est là que Tchoukovski organisait, l'été venu, ses « feux de camp » dans un théâtre de verdure dévolu aux enfants. 
C'est là également que trouva refuge Alexandre Soljenitsyne en 1965, après la saisie de ses archives par le KGB, puis à plusieurs reprises avant son expulsion d'URSS. Certaines premières œuvres de Soljénitsyne portent - à la demande de l'écrivain - des corrections de la main de Tchoukovski et de sa femme Elena Tchoukovskaïa.

## Famille
Il est le père de Lydia Tchoukovskaïa (1907-1996).

## Œuvres

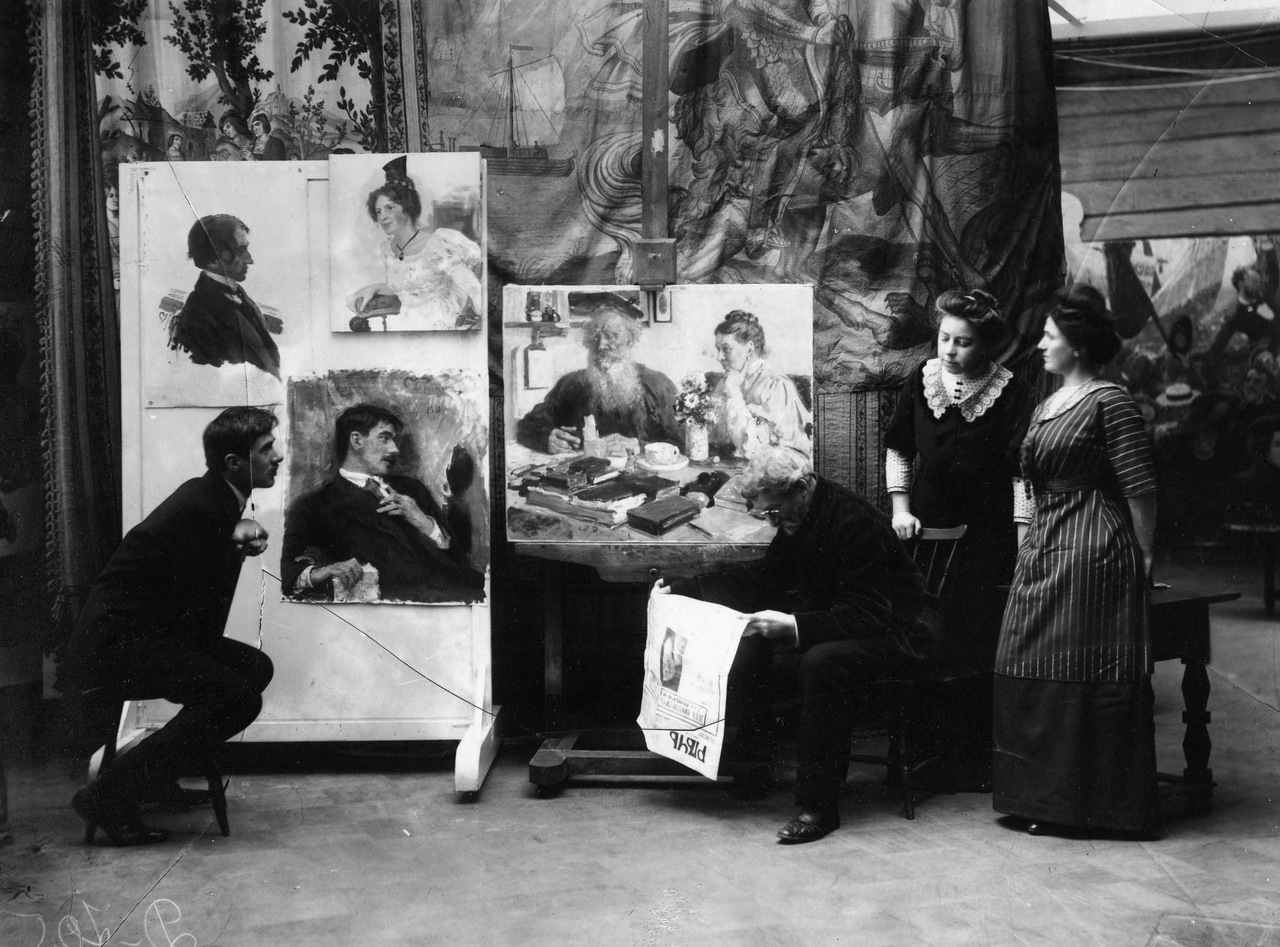
Ilia Répine lisant dans son atelier l'annonce de la mort de Tolstoï en présence de sa femme et de Tchoukovski (photographie de Karl Bulla).

Les œuvres majeures de Korneï Tchoukovski sont :
- Le Crocodile (conte) (en russe «Крокодил», 1916)
- Principes de la traduction artistique («Принципы художественного перевода», 1919)
- Moïdodyr («Мойдодыр», 1923)
- Le Cafard («Тараканище», 1923)
- La Mouche Tsokotouche («Муха-Цокотуха», 1924)
- Barmaleï («Бармалей», 1925)
- Le Téléphone («Телефон», 1926)
- Docteur Aïbolit («Доктор Айболит», Le Docteur Aïbobo / Docteur Aïe-ça-fait-mal 1929)
- L'Art de traduire («Искусство перевода», 1930)
- De deux à cinq («От двух до пяти», 1933)
- La Peine de Philomène («Федорино горе», 1968)
- La Tour de Babel et autres légendes anciennes («Вавилонская башня и другие древние легенды», 1968)

### Œuvres traduites en français
- La Peine de Philomène, 1947

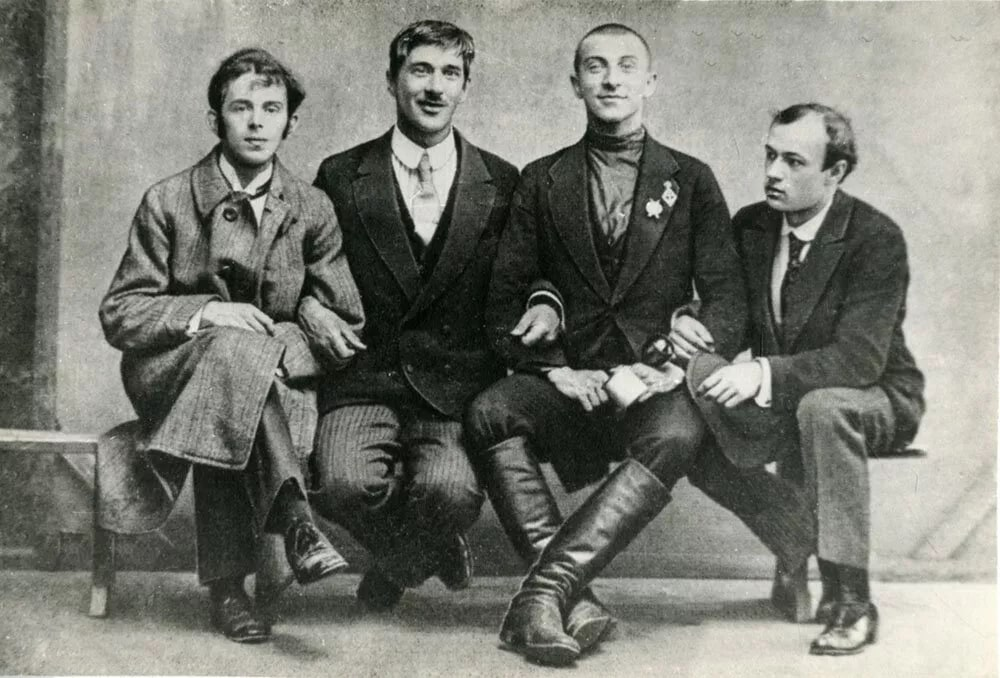
Tchoukovski avec Mandelstam, Livchitz et Annenkov en 1914 (photographie de Karl Bulla)

- Le Soleil volé, Éditions la farandole,  1964, adapté par Pierre Gamarra
- Les Futuristes, traduite et annoté par Gérard Conio, Lausanne, Éditions L'Âge d'Homme, 1976, réédité 1990.
- Journal 1901-1929, traduit du russe par Marc Weinstein, Paris, Fayard, 1997
- Journal: 1930-1969, éditeur Fayard, 1998
- Le Cafard, trad. par Marion Graf, éditeur La Joie de lire, 2002
- L'insigne d'argent, trad. par Odile Belkeddar, éditeur L'École des loisirs, 2015 dont la traduction en Français a été récompensé par le Prix Russophonie 2016